# Criteri de la integral de Cauchy
|  | No s'ha de confondre amb Criteri de l'arrel de Cauchy, Criteri de Cauchy, o Criteri de condensació de Cauchy. |

El test de la integral aplicat a la sèrie harmònica. Com que l'àrea sota la corba y = 1/x per x ∈ [1, ∞) és infinita, l'àrea total dels rectangles també ha de ser infinita.

En matemàtiques, el criteri de la integral de Cauchy és un mètode utilitzat per comprovar si una sèrie infinita de termes no negatius és convergent. Fou desenvolupat per Colin Maclaurin i Augustin-Louis Cauchy i de vegades es coneix com a criteri de Maclaurin–Cauchy.

## Enunciat del teorema
Sigui N un enter no negatiu, i sigui f una funció contínua definida en l'interval no fitat [N, ∞), on f és monòtona decreixent. Llavors la sèrie infinita
{\displaystyle \sum _{n=N}^{\infty }f(n)}
convergeix a un nombre real si i només si la integral impròpia
{\displaystyle \int _{N}^{\infty }f(x)\,dx}
és finita. En altres paraules, si la integral divergeix, llavors la sèrie també divergeix.

### Comentari
Si la integral impròpia és finita, llavors el criteri també dona les fites inferior i superior

| {\displaystyle \int _{N}^{\infty }f(x)\,dx\leq \sum _{n=N}^{\infty }f(n)\leq f(N)+\int _{N}^{\infty }f(x)\,dx} | \| \| \| \| \| \| \| \| | (1) |
| |                         |     |
| |                         |     |
per a la sèrie infinita.

## Demostració
La demostració bàsicament utilitza la prova de comparació directa, comparant el terme f(n) amb la integral de f sobre els intervals [n-1, n) i [n, n+1), respectivament.
Com que f és una funció monòtona decreixent, llavors es té que
{\displaystyle f(x)\leq f(n)\quad {\text{per a tot }}x\in [n,\infty )}
i
{\displaystyle f(n)\leq f(x)\quad {\text{per a tot }}x\in [N,n].}

Per tant, per a tot enter n ≥ N,

| {\displaystyle \int _{n}^{n+1}f(x)\,dx\leq \int _{n}^{n+1}f(n)\,dx=f(n)} | \| \| \| \| \| \| \| \| | (2) |
|                                                                          |                         |     |
|                                                                          |                         |     |
i, per a tot enter n ≥ N + 1,

| {\displaystyle f(n)=\int _{n-1}^{n}f(n)\,dx\leq \int _{n-1}^{n}f(x)\,dx.} | \| \| \| \| \| \| \| \| | (3) |
|                                                                           |                         |     |
|                                                                           |                         |     |
Sumant sobre tots els n des d'N fins a un cert enter M més gran, hom obté, a partir de (2),
{\displaystyle \int _{N}^{M+1}f(x)\,dx=\sum _{n=N}^{M}\underbrace {\int _{n}^{n+1}f(x)\,dx} _{\leq \,f(n)}\leq \sum _{n=N}^{M}f(n)}
i de (3)
{\displaystyle \sum _{n=N}^{M}f(n)\leq f(N)+\sum _{n=N+1}^{M}\underbrace {\int _{n-1}^{n}f(x)\,dx} _{\geq \,f(n)}=f(N)+\int _{N}^{M}f(x)\,dx.}
Combinant aquests dos resultats, s'obté
{\displaystyle \int _{N}^{M+1}f(x)\,dx\leq \sum _{n=N}^{M}f(n)\leq f(N)+\int _{N}^{M}f(x)\,dx.}
Si M tendeix a infinit, hom obté les fites de (1) i el resultat.

## Aplicacions
La sèrie harmònica
{\displaystyle \sum _{n=1}^{\infty }{\frac {1}{n}}}
divergeix perquè, utilitzant el logaritme natural, la seva antiderivada, i el teorema fonamental de càlcul, hom obté
{\displaystyle \int _{1}^{M}{\frac {1}{n}}\,dn=\ln n{\Bigr |}_{1}^{M}=\ln M\to \infty \quad {\text{per }}M\to \infty .}
D'altra banda, la sèrie
{\displaystyle \zeta (1+\varepsilon )=\sum _{x=1}^{\infty }{\frac {1}{x^{1+\varepsilon }}}}
(vegeu funció zeta de Riemann) convergeix per a tot ε > 0, perquè, per la regla de la potència,
{\displaystyle \int _{1}^{M}{\frac {1}{x^{1+\varepsilon }}}\,dx=-{\frac {1}{\varepsilon x^{\varepsilon }}}{\biggr |}_{1}^{M}={\frac {1}{\varepsilon }}{\Bigl (}1-{\frac {1}{M^{\varepsilon }}}{\Bigr )}\leq {\frac {1}{\varepsilon }}<\infty \quad {\text{per a tot }}M\geq 1.}
A partir de (1) hom obté la fita superior
{\displaystyle \zeta (1+\varepsilon )=\sum _{x=1}^{\infty }{\frac {1}{x^{1+\varepsilon }}}\leq {\frac {1+\varepsilon }{\varepsilon }},}
que es pot comparar amb alguns dels valors particulars de la funció zeta de Riemann.

## Frontera entre divergència i convergència
L'exemple anterior sobre la sèrie harmònica planteja la pregunta de quines són les successions monòtones tals que f(n) tendeix a 0 més ràpidament que 1/n però més lentament que 1/n1+ε, en el sentit que
{\displaystyle \lim _{n\to \infty }{\frac {f(n)}{1/n}}=0\quad {\text{i}}\quad \lim _{n\to \infty }{\frac {f(n)}{1/n^{1+\varepsilon }}}=\infty }
per a tot ε > 0, i si la sèrie corresponent de f(n) encara divergeix. Un cop que es pot trobar una tal successió, hom es pot plantejar una qüestió similar amb f(n) prenent el rol de d'1/n, i així successivament. D'aquesta manera es pot investigar la frontera entre la divergència i la convergència de les sèries infinites.

Emprant el criteri integral de convergència, es pot demostrar (veu més avall) que, per a tot nombre natural k, la sèrie

| {\displaystyle \sum _{n=N_{k}}^{\infty }{\frac {1}{n\ln(n)\ln _{2}(n)\cdots \ln _{k-1}(n)\ln _{k}(n)}}} | \| \| \| \| \| \| \| \| | (4) |
| |                         |     |
| |                         |     |
encara divergeix (vegeu la demostració de què la suma del recíprocs dels nombres primers divergeix per a k = 1), però

| {\displaystyle \sum _{n=N_{k}}^{\infty }{\frac {1}{n\ln(n)\ln _{2}(n)\cdots \ln _{k-1}(n)(\ln _{k}(n))^{1+\varepsilon }}}} | \| \| \| \| \| \| \| \| | (5) |
| |                         |     |
| |                         |     |
convergeix per a tot ε > 0. Aquí lnk denota la k-composició del logaritme natural definit recursivament com
{\displaystyle \ln _{k}(x)={\begin{cases}\ln(x)&{\text{per a }}k=1,\\\ln(\ln _{k-1}(x))&{\text{per a }}k\geq 2.\end{cases}}}
Addicionalment, Nk denota el nombre natural més petit tal que la k-composició està ben definida i lnk(Nk) ≥ 1, és a dir:
{\displaystyle N_{k}\geq \underbrace {e^{e^{\cdot ^{\cdot ^{e}}}}} _{k\ e'{\text{s}}}=e\uparrow \uparrow k}
usant la notació de tetració o la notació fletxa de Knuth.
Per veure la divergència de la sèrie (4) utilitzant el criteri de la integral, cal observar que, aplicant reiteradament la regla de cadena
{\displaystyle {\frac {d}{dx}}\ln _{k+1}(x)={\frac {d}{dx}}\ln(\ln _{k}(x))={\frac {1}{\ln _{k}(x)}}{\frac {d}{dx}}\ln _{k}(x)=\cdots ={\frac {1}{x\ln(x)\cdots \ln _{k}(x)}},}
Per tant,
{\displaystyle \int _{N_{k}}^{\infty }{\frac {dx}{x\ln(x)\cdots \ln _{k}(x)}}=\ln _{k+1}(x){\bigr |}_{N_{k}}^{\infty }=\infty .}
Per veure la convergència de la sèrie (5), cal observar que, per la regla de la potència, la regla de cadena i el resultat anterior,
{\displaystyle -{\frac {d}{dx}}{\frac {1}{\varepsilon (\ln _{k}(x))^{\varepsilon }}}={\frac {1}{(\ln _{k}(x))^{1+\varepsilon }}}{\frac {d}{dx}}\ln _{k}(x)=\cdots ={\frac {1}{x\ln(x)\cdots \ln _{k-1}(x)(\ln _{k}(x))^{1+\varepsilon }}},}
Per tant,
{\displaystyle \int _{N_{k}}^{\infty }{\frac {dx}{x\ln(x)\cdots \ln _{k-1}(x)(\ln _{k}(x))^{1+\varepsilon }}}=-{\frac {1}{\varepsilon (\ln _{k}(x))^{\varepsilon }}}{\biggr |}_{N_{k}}^{\infty }<\infty }
i (1) proporciona fites per a la sèrie infinita de (5).